# Völund Smed
Völund Smed is een Zweedse vikingarock-band. De band ontstond in 1994, maar viel uiteen in 1996. De band besloot ermee te stoppen omdat ze het stempel hadden extreemrechts te zijn, waarschijnlijk omdat het grootste deel van hun publiek tot deze categorie behoorde. De band maakte 2 eigen albums (Runor (1994), Varg (1996)). Na het uiteenvallen van de band, vormde een deel van de bandleden een nieuwe band: Hel. Völund Smed herenigde zich echter eenmalig voor een bejubeld concert op het Kuggnäsfestival in Nyköping.
De naam "Völund Smed" komt van de legendarische Wieland de Smid uit het Völundarkviða in de Oudere Edda.

## Bandleden
- Mikael : zang
- Esa Rosenström : gitaar
- Stefan Johansson : bas
- Piere Karlsson : drum
- Peter : sologitaar